# بيرم الديروطية
بيرم بنت أحمد بن محمد بن أحمد بن سرور الديروطية المالكية امرأة فاضلة نُشِّئت على التقوى والصلاح. 
كان والدُها حافظًا للقرآن الكريم مخالطا للفقهاء، فنشأت هي كذلك، وتلته بالقراءات السبع على الشمس بن الصائع، ودخلت مع أبيها بيت المقدس، فقرأت على من به من شيوخ، ووعظت النساء، وحفظت العمدة والأربعين النووية، والشاطبيتين، والبُردة، وعقيدة الغزالي، وغير ذلك. وأكثرت من مطالعة رياض الصالحين، وطهارة القلوب، ورسالة ابن أبي زيد.
ذُكر أنها تزوَّجها شيخُ البلد أحمد بن تريمس، وتغيَّر حالها بمخالطته. 
توفيت في القرن التاسع للهجرة.